# Lady Dudley
Pour les articles homonymes, voir Dudley.
Lady Dudley est un personnage de La Comédie humaine d’Honoré de Balzac. Née en 1788 en Angleterre dans le Lancashire, elle est issue d'une noblesse qui remonterait aux Croisades. C'est l'archétype de l'amante enflammée et destructrice.
Son plaisir : « déniaiser » le jeune Félix de Vandenesse alors que le garçon voue un amour platonique éperdu à madame de Mortsauf et qu'il lui a juré fidélité. Lady Dudley ne s'intéresse d'ailleurs à Félix que pour l'arracher à madame de Mortsauf. Lorsque cette dernière sera morte et que la concurrence aura disparu, elle ne s'intéressera plus du tout à Félix. Ce n'est que lorsque, de nouveau, elle pourra lui nuire, en poussant sa jeune femme, Marie-Angélique de Vandenesse, à le tromper, qu'elle manifestera un peu d'intérêt pour lui.
Les origines de sa naissance ne sont jamais mentionnés. On sait seulement qu'elle est cruelle, et qu'elle a épousé un lord qui n'est pas très à cheval sur les questions morales, lui-même ayant eu un fils adultérin (Henri de Marsay), plusieurs maîtresses, et peut-être (mais ce n'est pas clair), des « mignons », en fin de vie.

## Chronologie de lady Dudley dansLa Comédie humaine
- 1818 dans Le Lys dans la vallée (1836), elle apparaît pour la première fois et poursuit Félix de Vandenesse (auquel elle a appris l'art de la volupté), jusqu'à Saint-Cyr-sur-Loire, là où elle vient affronter sa rivale, madame de Mortsauf, se réfugiant par ailleurs à La Grenadière, maison où elle a fait mourir de chagrin lady Brandon dans Mémoires de deux jeunes mariées.
- 1825 dans  Le Bal de Sceaux (1830), elle apparaît dans toute sa splendeur. Émilie de Fontaine la croit parente à Clara de Longueville, sœur du mystérieux Maximilien de Longueville dont Émilie apprend qu'il est marchand drapier.
- 1832 dans Les Secrets de la princesse de Cadignan (1839), elle assiste à un dîner chez la marquise d'Espard où Diane de Maufrigneuse est égratignée alors qu'elle est absente, en présence de Daniel d'Arthez, qui prend ouvertement la défense de Diane, selon une promesse qu'il lui a faite. Très intéressée par ce nouveau « gibier » (d'Arthez), lady Dudley est vite découragée par la froideur de l'écrivain et renonce.
- 1834 dans Une fille d'Ève, de connivence avec la marquise de Listomère, elle complote pour pousser Marie-Angélique de Vandenesse dans les bras de Raoul Nathan — complot qui échoue finalement, Marie-Angélique étant sauvée in extremis grâce aux bons soins de son mari et de Delphine de Nucingen.

Lady Dudley est également présente dans :
- La Peau de chagrin
- Mémoires de deux jeunes mariées